# Соловйов Сергій Михайлович
Сергі́й Миха́йлович Соловйо́в (нар. 5(17) травня 1820, Москва, Російська імперія — нар. 4(16) жовтня 1879, Москва, Російська імперія) — російський історик, з 1847 року професор Імператорського Московського університету, з 1872 року академік Імператорської Санкт-Петербурзької Академії наук. Член Московського археологічного товариства.
Батько російського філософа Володимира Соловйова

## Життєпис

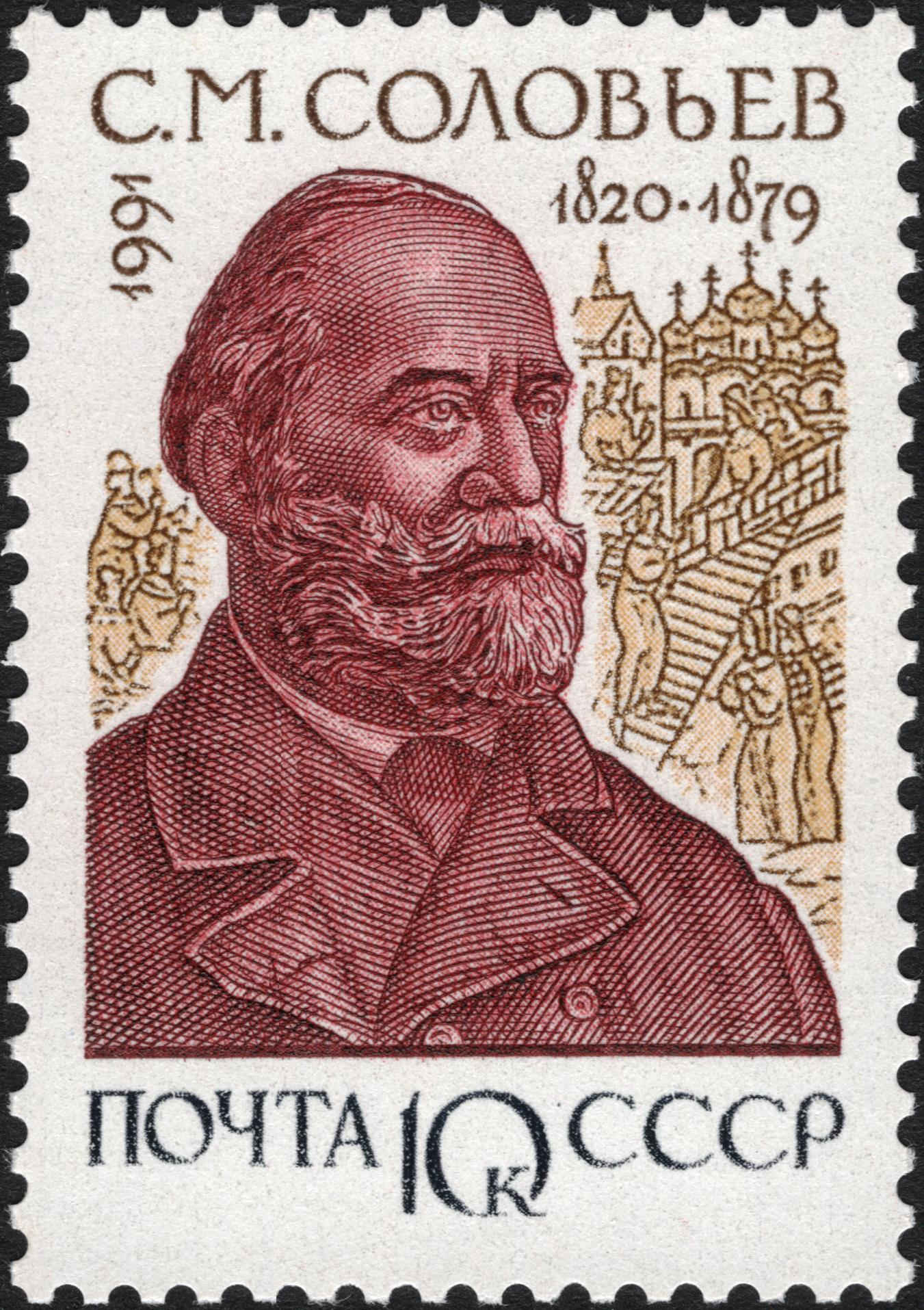
Поштова марка СРСР присвячена С. М. Соловйову, 1991 рік

Сергій Михайлович Соловйов народився 5(17) травня 1820 року у Москві в сім'ї священика. У 1833-38 навчався у гімназії. У 1838 вступив на історико-філологічне відділення філософського факультету Імператорського Московського університету. Після закінчення університету (1842) протягом 1842-44 перебував за кордоном як домашній учитель дітей графа Олександра Строганова. Відвідував лекції Франсуа Гізо, Жуля Мішле у Парижі, Карла Ріттера, Леопольда фон Ранке у Берліні, познайомився з відомими славістами Вацлавом Ганкою, Франтішеком Палацьким, Павелом Шафариком. У 1845 захистив магістерську, а в 1847 — докторську дисертацію. З 1847 — професор Московського університету. У 1864-70 — декан історико-філологічного ф-ту, у 1871-77 — ректор Московського університету. В останні роки життя був головою Московського товариства історії і старожитностей російських, директором Оружейної палати. У студентські роки Соловйов симпатизував російським слов'янофілам, згодом поділяв погляди західників, займаючи помірковану ліберальну позицію. Був придворним учителем російських імператорів. Відстоював автономні права університетів, за що змушений піти у відставку з посади ректора.
Історичний процес розглядав переважно в геґелівському дусі як послідовну зміну одних «історичних» народів іншими, зокрема відкидав позитивістську ідею безумовності суспільного поступу (див. Поступу теорії). Поділяв трифакторну модель у репрезентації історичного життя: географічне середовище, природа племені та виховання. Прихильник геґельянського органіцизму в репрезентації світу історії. Висвітлював історію російського народу в контексті його державності, проте розглядав державу як «природний продукт народного життя». Тримався думки, що держава і народність, як складові історії Росії, нерозривно пов'язані між собою. Наголошував на необхідності вивчення державних форм у найтіснішому зв'язку з історією суспільства, передусім у руслі тих змін та перетворень, які вносили до його історичного життя урядові інституції. Водночас С. уникав протиставлення історії держави та землі, історії держави і народу. Зосереджував свої дослідницькі інтенції на реконструкції як держави, так і суспільства, побуту. На думку С., поступовий перехід громадського укладу в побут державний, послідовне перетворення племен у князівства, а князівств — у єдине державне ціле, становлять сенс російської історії. Вважав, що російську історію не варто жорстко диференціювати чи поділяти на окремі частини, періоди, етапи, а, навпаки, слід з'єднувати відмінні просторово-хронологічні сегменти, концентрувати увагу на їхніх генетичних зв'язках та на безпосередньому наступництві державних і суспільних форм. С. тлумачив кожне явище, подію чи факт із перспективи каузального ланцюга внутрішніх причин і лише опосередковано оперував контекстами зовнішніх впливів. Відводив особливу роль географічному середовищу та колонізаційному процесу в дусі німецького географа К.Ріттера, в яких убачав витоки засадних цивілізаційних відмінностей в історії Росії та Західної Європи.
Автор капітальної «Истории России с древнейших времен» до 1770-их pp. (29 тт., 1851 — 79; нове видання в 15 тт., 1959 — 66) і низки монографічних праць.

## Ставлення до України
У питаннях історії України Соловйов продовжував традиційну великодержавницьку лінію російської історіографії. Його праці, присвячені історії України, торкаються тільки козацької доби: «Очерк истории Малороссии до подчинения ее царю Алексею Михайловичу» (1848 — 49), «Малороссийское казачество до Богдана Хмельницкого» (1859 рік). Чимало документального матеріалу до історії України XVII — XVIII століть подано в його «Истории России», при чому іноді об'єктивізм дослідника бере верх над традиційними концепціями російських істориків.

### Соловйов про походження сучасних росіян
Разом з тим, висвітлюючи у своїх працях історію часів Київської Русі, Соловйов змушений був показати, що відмінності між мешканцями півдня (Києва) і півночі (Ростова, а згодом Владимира), були значними вже в дотатарські часи.
А так Соловйов описував заселення мешканцями півдня території сучасної Росії:
|  | Панівні обставини взяли своє: степова Україна, область Дніпровська, піддається постійним, сильним спустошенням від кочовиків; її міста порожні: в них живуть псарі та половці, за відгуком самих князів; куди ж було піти руським людям від полону і розорення? Звичайно, не на південний схід, прямо в руки до половців; звичайно, не на захід, до чужовірних ляхів та угорців; вільний шлях залишався один - на північний схід: так, Ростовська, спочатку фінська, область отримала своє слов'янське населення. |

Але разом з тим історик зазначав:
|  | Крайній північний схід, ще не підвладний руським князям, населений зирянами і вогуличами, не привабливий і небезпечний для поселенців не войовничих, що йдуть невеликими масами. |

## Соловйов про державність
|  | Держава є необхідна форма для народу, який немислимий без держави. |

## Родина
Був у шлюбі з Поліксеною Романовою, яка мала українське коріння. Серед своїх предків вона називала філософа Григорія Сковороду. У Володимира Павловича Романова в Лебединському повіті на Харківщині був свій маєток, пов'язані вони і з Херсонською губернією, с. Березівка, Александрійського повіту, де проживав В. Романов до свого арешту за підозрою у контактах з декабристами. Там Соловйов міг ознайомитися з працями одеського історика Аполлона Скальковського, який займався історією запорозького козацтва та колонізації півдня України.